# Таміріс
Таміріс, Тамірі́д, Фамі́ріс, Фамірі́д (грец. Thamyris, род. відм. Tharnyridos) — син музиканта Філамона й німфи Аргіопи, фракійський напівміфічний співець античної Греції.
За свідченням Павсанія, часто перемагав на піфійських іграх і став таким гордим, що наважився викликати на змагання муз. За це зухвальство, яке ввійшло в приказку (Thamyris mainetai — шаліє, як Т.), музи позбавили його зору (за пізнішою версією, скинули в Аїд). Зображували Т. з розбитою лірою або співцем, що просить у муз помилування. Плутарх вважав Т. автором титаномахії; Клімент Александрійський приписував йому винахід дорійської гармонії; на думку візантійського граматика Цеца, Т. створив космогонічну поему.